# ステパン・シャウミャン
ステパン・ゲオルギエヴィチ・シャウミャン（ロシア語: Степан Георгиевич Шаумян、1878年10月13日 - 1918年9月20日）、民族名ステパン・ゲヴォルギ・シャフミアン（アルメニア語: Ստեփան Գևորգի Շահումյան）は、アルメニア人の革命家。ロシア革命の指導者としてカフカースで活躍し、「カフカースのレーニン」の異名をとった。スレン (Сурен)、スレーニン (Суренин)、アヤクス (Аякс) などの別名も持つ。
多数の新聞・雑誌の創設者、編集長でもあったが、主に知られているのは1918年3月からレーニンの指名で就任したバクー・コミューンの議長としての、カフカースと西アジアでの革命運動の指導者としての役割である。議長としての任期は3か月に過ぎなかったが、その短い期間は現地のアゼルバイジャン人との衝突（三月事件）やオスマン帝国のイスラーム軍による侵攻などの苦難に満ちたものだった。しかしながらシャウミャンは同時代の他のボリシェヴィキとは異なり、テロによってではなく、平和的な紛争の解決を求めていた。
その後、1918年7月にコミューンでの権力を失うとバクーを放棄して逃亡したが、カスピ海対岸で反ボリシェヴィキ勢力に捕らえられ、同志たち（いわゆる「26人のバクー・コミッサール」）とともに9月20日に処刑された。

## 生涯

### 前半生
1878年10月13日、ロシア帝国チフリス県チフリスで商店員の家庭に生まれた。1898年にチフリス実科学校を卒業し、翌1899年にジャラル・オグルィでアルメニア最初のマルクス主義サークルを組織。1900年にリガ工科大学に入学するとともに同年からロシア社会民主労働党党員となったが、革命運動に関与したため放校され、故郷カフカースに追放された。1902年にはジャラル・オグルィでアルメニア共産党の前身となるアルメニア社会民主同盟の創設者の一人となった。同年にドイツへ渡ってフリードリヒ・ヴィルヘルム大学哲学部に入学し、1905年に卒業。この間はロシア社会民主労働党の現地組織で活動し、1903年に生涯の同志となるウラジーミル・レーニンと面識を持った。、ユーリー・マルトフ、ゲオルギー・プレハーノフなど他の亡命者たちやカール・カウツキーとも親交を持った。党では出版分野で活躍し、『共産党宣言』や『賃労働と資本』のアルメニア語訳を行った。
1905年にチフリスへ戻り、党カフカース同盟委員会の指導者となる。チフリスの石油王アレクサンドル・マンタシェフの家庭で教師も務め、まもなく石油会社最高幹部の娘と結婚した。ボリシェヴィキの第4回・第5回党大会にも出席し、その後はバクーへ移って党組織を立ち上げ、また『カフカースキー・ラボーチー・リストーク』、『カイツ』(hy)、『バキンスキー・プロレタリー』、『バキンスキー・ラボーチー』、『グドーク』、『フピリョード』、『プロレタリー』、『ラボーチャヤ・ガゼータ』、『プラウダ』、『ノル・ホスク』、など数多くの新聞・雑誌を創刊・編集した。この頃、シャウミャンは同地で協同していたヨシフ・スターリンと対立し、スターリンによってオフラナへ密告されたという説があるが、根拠には乏しい。収監されたシャウミャンは、自らの表向きの雇い主である石油王に金を払ってもらい、釈放された。
1911年にはプラハ会議招集のためのロシア組織会議メンバーとなり、翌1912年の本会議においては党中央委員会メンバー候補に選出された。1914年からバクーの党組織を指導し、多数の労働者を率いたゼネストを組織した。翌1915年から党中央委カフカース局 (en) メンバーとなった。1917年の二月革命後、その豊富な経験を買われて本人不在でバクーのソビエト議長に選出された。同年の第1回 (ru) 全ロシア・ソビエト大会においても全ロシア中央執行委員会メンバーに選出され、第6回党大会においても党中央委員に選出されている。10月には第1回カフカース・ボリシェヴィキ組織会議を主導した。

### バクー・コミューン時代

#### 初期
同年12月、シャウミャンはロシア・ソビエト共和国人民委員会議からカフカース問題臨時委員およびバクー人民委員会議議長に任命された。このバクー・コミューンの政府はボリシェヴィキ、社会革命党左派、メンシェヴィキ、ダシュナク党の同盟から成っていた。
1918年3月、現地の富豪であったハジ・ゼイナラブディン・タギエフの息子の葬儀に出席するため、ランカランから船に乗ったアゼルバイジャン兵の一団がバクーに到着した。コミューンは彼らを武装解除したが、それに反対する夥しい数の群衆がモスクに集結して抗議したため、コミューンは兵士から没収した武器を返還する決議を採択した。一方で現地の社会民主主義組織であるヒュンメトは、武器を自分たちの管理下に置くことによって争いの調停を試み、シャウミャンもこれに同意した。ところが、ムスリムの代表へコミューンが武器を受け渡す時刻である同月31日の午後にはすでに街中で銃撃が始まっていた。人民委員のアリョーシャ・ジャパリゼは武器の受け渡しを拒否し、ヒュンメトの指導者であったナリマン・ナリマノフに「ムスリム」が「政治的戦争」を始めた、と語った。最初の発砲者が何者だったかは明らかになっていないが、コミューンはムスリムを非難し、ダシュナク党の支援を得てムスリムの住居を攻撃した。後にシャウミャンはそれがボリシェヴィキが政敵を攻撃する口実であったと認めている。
およそ1万人のオスマンの軍勢に対して、ボリシェヴィキ側が保持していた軍隊はおよそ6000人のみで、彼らはムスリムのミュサヴァト党かアルメニア人のダシュナク党のいずれかに支援を求めることを余儀なくされた。そして、アルメニア人であるシャウミャンは後者を選んだ。シャウミャンは三月事件によってカフカースにおけるボリシェヴィキの勝利が決定付けられたと考えた。しかし、ボリシェヴィキの指導者がアゼルバイジャンのナショナリストに対抗してダシュナク党に支援を申し出たとき、この紛争はアルメニア人によるムスリムへの、所属政党や社会的、経済的地位を問わない殺戮に成り果ててしまった。この時にバクー一帯で虐殺されたムスリムとアゼルバイジャン人の数はおよそ3000人から1万2000人と推計されている 。
4月初旬にコミューンの革命防衛委員会が発行した宣言では反乱の反ソビエト的側面が強調され、ミュサヴァト党とその指導者が非難された。この宣言はさらに、ミュサヴァト党がコミューンを打倒して自身の体制を確立するための陰謀を周到に練っていた、とも主張した。
そしてそれから半年と経たない9月、オスマン軍のヌーリ・キルリギル率いるイスラーム軍がバクーを占領し、アゼルバイジャン人による報復で1万人から2万人のアルメニア人が殺害された。この時、イギリス軍に支援を求めるかどうかを巡って、イギリス軍を歓迎するメンシェヴィキ、ダシナク党の二者と、イギリス軍の介入を拒否するボリシェヴィキが衝突した。シャウミャンはイギリス軍の支援を拒否するようにとモスクワから直接指令を受けていたが、イギリス軍の支援なしではアルメニア人が虐殺され続けるであろうということも理解していた。また、シャウミャンは駐バクー英国副領事であるラナルド・マクドネル少佐 (Ranald MacDonell) から委員長の地位を降りるよう説得もされた。

#### 危機と駆け引き
同年の夏の盛り、マクドネルは個人的にシャウミャンの自宅を訪れ、イギリス軍の介入問題について概ね和やかに議論した。マクドネルは、バクー入りする英軍のライオネル・ダンスターヴィル将軍は政治的な利害関係には一切口出しせず、彼の関心は街の防衛のみにある、と答えシャウミャンを安心させようとした。だがシャウミャンは納得しなかった。シャウミャンには、ボリシェヴィキは今すぐではないにしろカスピ海から援軍を送ってくるはずだという目算があった。彼はモスクワにアルメニア人部隊の戦闘能力を讃える夥しい数の電報を送っていたが、即座にオスマン軍の進撃を止めることはできないだろうとの忠告も付け加えた。2人の会話は、イギリス軍が支援する軍事力が完全にボリシェヴィキの管理下に置かれるのであれば、ボリシェヴィキは支援を受け入れる用意がある、との結論に終わった。しかしこの条件はイギリス側が簡単に呑めるものではなかった。
その後間もなく、イギリスがボリシェヴィキに対する支援の延期を決定したことで、両者の関係は転機を迎えた。マクドネルがシャウミャンの強直した発言を知らされたのは7月10日のことだった。
実際、過去数日の間に膨大な数の人間がマクドネルの元を訪れ、シャウミャンに対する支援の約束を取り下げたことについて懇願を行った。彼らの多くは反ボリシェヴィキのロシア帝国軍元将校だと名乗ったが、マクドネルはそのほとんどがボリシェヴィキの手の者ではないかと疑っていた。

#### 排除・逮捕と死
最終的に、1918年7月25日のコミューンの投票では259対236の賛成多数でイギリス軍の支援が決定し、これに反対したシャウミャンとその僅かな支持者はコミューンを去り、バクーからも撤退すると発表した。
翌日、バクーを占領したダンスターヴィルにより、カスピ海艦隊中央委員会独裁政権として知られる反ボリシェヴィキの新政権が樹立された。
7月31日、シャウミャンたちはカスピ海を渡ってアストラハンへの逃亡を試みたが、8月16日に社会革命党に捕らえられ、9月20日夜にカスピ海横断鉄道のペレヴァル駅 (Pereval) とアフチャ・クイマ駅 (Akhcha-Kuyma) の間（クラスノヴォツクからおよそ220キロメートルの地点）で処刑された。遺児の一人、当時14歳だった次男のレヴァはヨシフ・スターリンに引き取られた。

## 遺産
シャウミャンがレーニンと親密であったという事実は、コミッサールの処刑にイギリスが関与したという疑惑を過熱させ、両国の緊張関係に拍車をかけた。また、シャウミャンたちの死後、ソ連政府は彼らをロシア革命の挫折した英雄として顕彰した。ソビエト連邦の崩壊後、アルメニアでは共産主義にかかわる記念碑は大部分が撤去されたが、エレヴァンにあるシャウミャンの記念碑は撤去されずに残されている。
当時バクーでシャウミャンと行動を共にしていたミコヤンは、シャウミャンについて「シャウミャンは非常に物静かで冷静な人物だった。彼は口数の多い方ではなく、いつでも自分の一語一語を念入りに考えているように思われた。彼の言うことはすべて重みがあり、論理的で確信に満ちていた」と評している。

### 地名

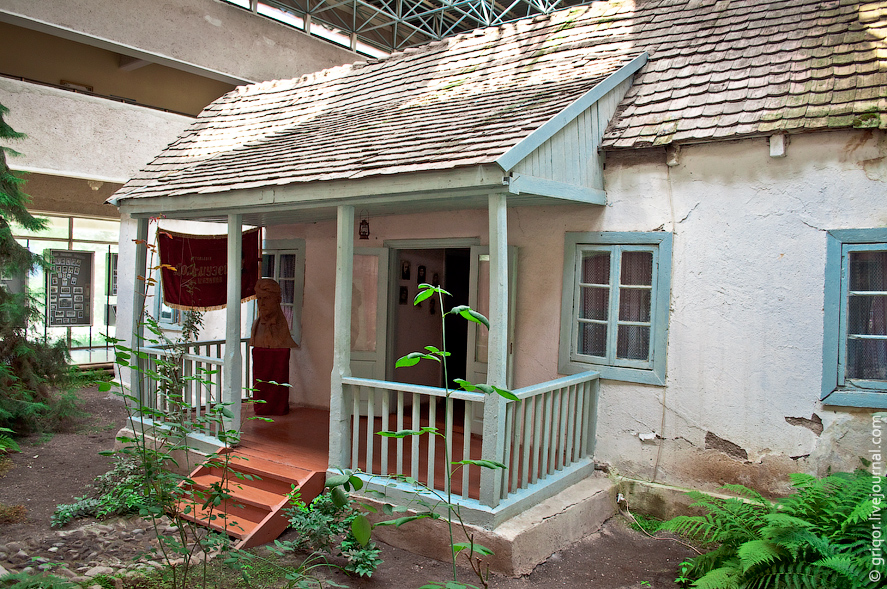
シャウミャンの住居は博物館となっている（ステパナヴァン、2011年）

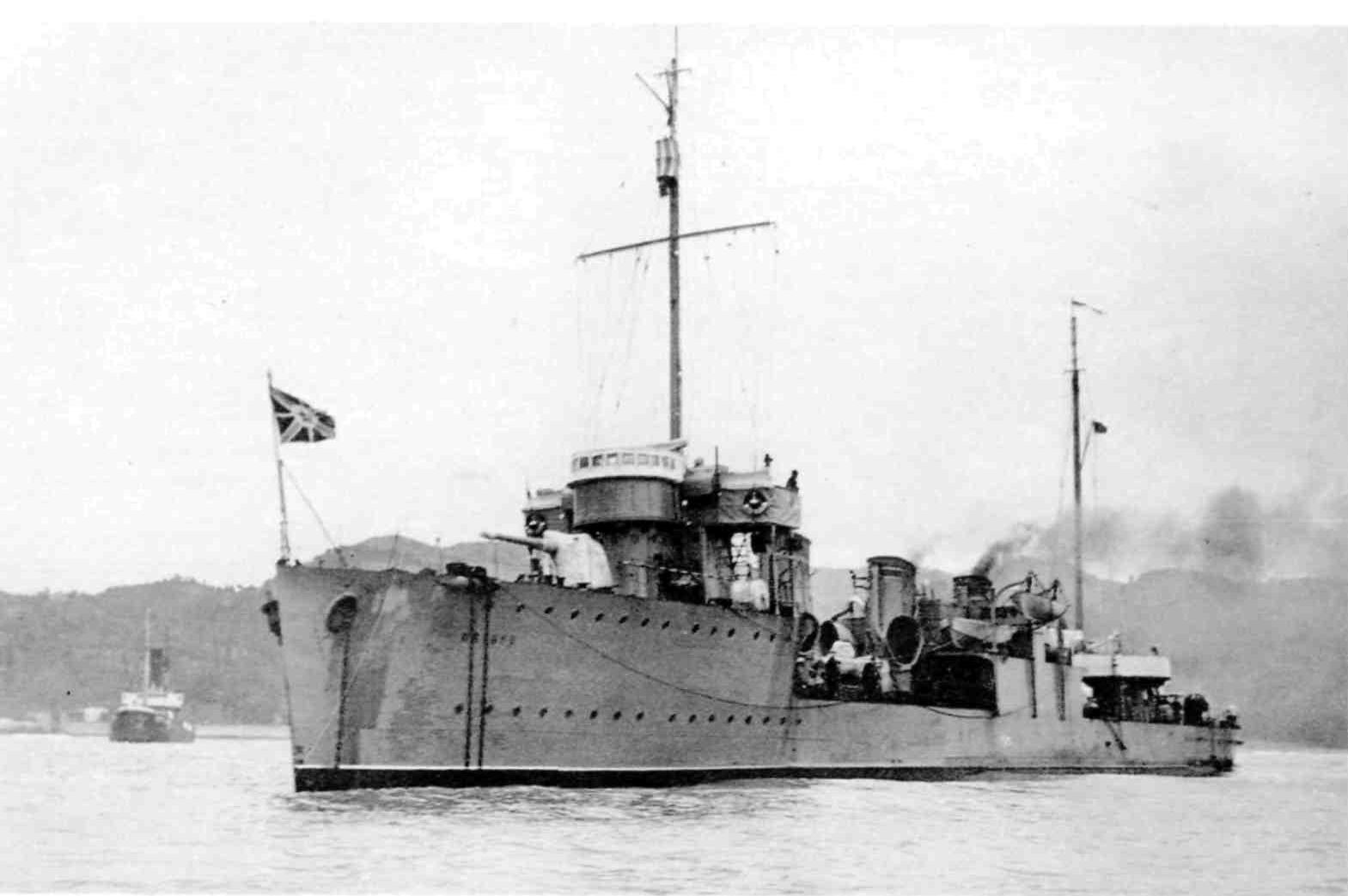
ソ連海軍の駆逐艦シャウミャン (ru)

シャウミャンに因んで名付けられた土地は数多い。
- アルメニア
  - シャフミアン（アルメニア語版） - アララト地方
  - シャフミアン（英語版） - アルマヴィル地方
  - シャフミアン (en) - エレヴァン
  - シャフミアン（英語版） - ロリ地方
  - ステパナヴァン（ロシア語版） - ロリ地方
- アゼルバイジャン・ソビエト社会主義共和国
  - シャウミャノフカ - 1992年に「マミシュラル」(en) に改称された
  - シャウミャノフスク - 1991年に「アシャグ・アグジャケンド（ロシア語版）」に改称された
  - シャウミャン - 後に「ギョイギョル」(en) に改称された
  - シャウミャノフスク地区 - 1991年にゴランボイ県（アゼルバイジャン語版）の一部となった
  - シャウミャン駅 - 1990年に「シャフ・イスマイル・ハタイ駅（ロシア語版）」に改称された
- アルツァフ共和国
  - シャフミアン地区 - アシャギ・アグジャケンドと重なる
  - ステパナケルト - 首都（事実上）
- ロシア
  - シャウミャノフスキー (ru) - ロストフ州
  - シャウミャン (ru) - アディゲ共和国
  - シャウミャン記念村 (ru) - ダゲスタン共和国
  - シャウミャン大通り (ru) - サンクトペテルブルク
  - シャウミャン農村集落 (ru) - クラスノダール地方
    - シャウミャン (ru) - シャウミャン農村集落の中心村

  - シャウミャンスキー (ru) - スタヴロポリ地方
- ジョージア
  - シャウミアニ（ロシア語版） - クヴェモ・カルトリ州
- ウクライナ
  - シャウミャン (ru) - クリミア自治共和国